# Skoki do wody na Mistrzostwach Świata w Pływaniu 2019 – trampolina 3 m synchronicznie mężczyzn
Trampolina 3 m synchronicznie mężczyzn – jedna z konkurencji rozgrywanych w ramach skoków do wody, podczas mistrzostw świata w pływaniu w 2019. Eliminacje oraz finał odbyły się 13 lipca.
Do eliminacji zgłoszonych zostało 25 par. Dwanaście najlepszych duetów awansowało do finałowej rywalizacji.
Zawody w tej konkurencji wygrali reprezentanci Chin Cao Yuan i Xie Siyi. Drugą pozycję zajęli zawodnicy z Wielkiej Brytanii Daniel Goodfellow i Jack Laugher, trzecią zaś reprezentujący Meksyk Yahel Castillo i Juan Celaya.

## Wyniki
| Miejsce | Zawodnicy                            | Państwo           | Eliminacje | Eliminacje | Finał  | Finał   |
| Miejsce | Zawodnicy                            | Państwo           | Wynik      | Miejsce    | Wynik  | Miejsce |
| ------- | ------------------------------------ | ----------------- | ---------- | ---------- | ------ | ------- |
| 01 !    | Cao Yuan Xie Siyi                    | Chiny             | 447,18     | 1.         | 439,74 | 1.      |
| 02 !    | Daniel Goodfellow Jack Laugher       | Wielka Brytania   | 377,22     | 4.         | 415,02 | 2.      |
| 03 !    | Yahel Castillo Juan Celaya           | Meksyk            | 366,60     | 9.         | 413,94 | 3.      |
| 4.      | Patrick Hausding Lars Rüdiger        | Niemcy            | 376,44     | 6.         | 399,87 | 4.      |
| 5.      | Jewgienij Kuzniecow Nikita Szlejcher | Rosja             | 345,00     | 12.        | 396,81 | 5.      |
| 6.      | Ołeksandr Horszkowozow Ołeh Kołodij  | Ukraina           | 378,03     | 3.         | 393,24 | 6.      |
| 7.      | Shō Sakai Ken Terauchi               | Japonia           | 384,09     | 2.         | 389,43 | 7.      |
| 8.      | Andrew Capobianco Michael Hixon      | Stany Zjednoczone | 374,97     | 7.         | 388,08 | 8.      |
| 9.      | Sebastián Morales Daniel Restrepo    | Kolumbia          | 367,44     | 8.         | 381,36 | 9.      |
| 10.     | Kim Yeong-nam Woo Ha-ram             | Korea Południowa  | 376,47     | 5.         | 372,33 | 10.     |
| 11.     | Kacper Lesiak Andrzej Rzeszutek      | Polska            | 350,28     | 10.        | 360,69 | 11.     |
| 12.     | Chew Yiwei Ooi Tze Liang             | Malezja           | 348,00     | 11.        | 357,30 | 12.     |
| 13.     | Gwendal Bisch Alexis Jandard         | Francja           | 344,16     | 13.        | NQ     | NQ      |
| 14.     | Matthew Carter Li Shixin             | Australia         | 338,40     | 14.        | NQ     | NQ      |
| 15.     | Frandiel Gómez Jonathan Ruvalcaba    | Dominikana        | 335,25     | 15.        | NQ     | NQ      |
| 16.     | Guillaume Dutoit Simon Rieckhoff     | Szwajcaria        | 330,60     | 16.        | NQ     | NQ      |
| 17.     | Lorenzo Marsaglia Giovanni Tocci     | Włochy            | 320,64     | 17.        | NQ     | NQ      |
| 18.     | Anton Down-Jenkins Liam Stone        | Nowa Zelandia     | 319,29     | 18.        | NQ     | NQ      |
| 19.     | Timothy Lee Mark Lee                 | Singapur          | 314,91     | 19.        | NQ     | NQ      |
| 20.     | Abdulrahman Abbas Hasan Qali         | Kuwejt            | 307,77     | 20.        | NQ     | NQ      |
| 21.     | Luis Bonfim Kawan Pereira            | Brazylia          | 297,15     | 21.        | NQ     | NQ      |
| 22.     | Youssef Selim Ammar Hassan           | Egipt             | 294,63     | 22.        | NQ     | NQ      |
| 23.     | Sandro Melikidze Tornike Onikaszwili | Gruzja            | 292,71     | 23.        | NQ     | NQ      |
| 24.     | Angello Alcebo Laydel Domínguez      | Kuba              | 267,72     | 24.        | NQ     | NQ      |
| 25.     | Philippe Gagné François Imbeau-Dulac | Kanada            | 182,94     | 25.        | NQ     | NQ      |